# 神風型驅逐艦 (二代)
神風級驅逐艦（日语：神風型駆逐艦），是在第一次世界大戰結束後的戰間期由大日本帝國海軍研製的驅逐艦，同級艦9艘。

## 概要
神風級改良自1910年代末期興建之峯風級驅逐艦，設計代號F41B、F41C、第二批次艦為F41D，為搭配八八艦隊戰艦護航而設計的大型驅逐艦。
1918年八六艦隊計畫公布時，帝國海軍預定完成11艘一等驅逐艦，其中6艘峯風級、3艘神風級，計畫最初提報造艦預算為每艘2,208,546元日幣。1920年8月公布八八艦隊計畫時，大型驅逐艦製造量擴張到22艘，擴編軍艦造價比照神風級預算編列，同年編列2艘預算。但華盛頓海軍條約終止了造艦計畫，原定八八艦隊方案由大正12年度軍備補充計劃取代；該計劃未定案前已決定撥款增建3艘1,400噸級驅逐艦，也就是第二批次的神風級艦。原定的大正12年計劃是增造24艘1,400噸級驅逐艦，在三艘第二批次神風級完成後還有21艘需建造；然而吹雪型驅逐艦出線後，計劃變更為13艘1,400噸級、7艘1,700噸級，1,400噸級在撥款興建最後1艘神風級後，改為生產由神風級改良的睦月型驅逐艦。
原先考慮到八八艦隊案中驅逐艦群的數量龐大，恐怕艦名將不敷使用，決定取消艦名，改採編號命名，一等驅逐艦使用單數，二等驅逐艦使用雙數依序編號。但最後因計劃中止，全數又在1928年（昭和3年）8月1日改回固有名稱。
神風級為了適應遠洋作戰，由峯風級艦體增寬9英吋至30英呎，排水量略為增加；增加的艦寬用在改良主機上，本級艦配置的帕森式蒸汽渦輪引擎增加葉片直徑、降低葉片轉速（高壓渦輪可達每分鐘2,750轉，前代為3,000轉），艦內配置也略有調整。
後期建造的「追風」、「疾風」、「朝凪」、「夕凪」4艘除了在設計上做了部份修改，原本使用的英製蒸汽渦輪主機也改為日本自製的艦本式蒸汽渦輪主機。其中「疾風」因為受到關東大地震影響，在同型9艘中最後完工。「疾風」也是日本海軍在太平洋戰爭中損失的第一艘驅逐艦。

## 同級艦
| 艦名              | 造船廠             | 安放龍骨日期   | 下水日期       | 完工日期       | 結局 |
| ----------------- | ------------------ | -------------- | -------------- | -------------- | --- |
| 神風 第一驅逐艦   | 三菱重工長崎造船廠 | 1921年12月15日 | 1922年9月25日  | 1922年12月19日 | 1928年8月1日更名，1946年6月7日為拯救觸礁的國後號海防艦導致本艦同樣觸礁，因損害過重放棄救援，1946年6月26日除籍解體，1947年10月31日解體完成。                 |
| 朝風 第三驅逐艦   | 三菱重工長崎造船廠 | 1922年2月16日  | 1922年12月8日  | 1923年6月16日  | 1928年8月1日更名，1944年8月23日在林加延灣西方30海浬處遭魚雷擊沉；1944年10月10日除籍。                                                                       |
| 春風 第五驅逐艦   | 舞鶴海軍工廠       | 1922年5月16日  | 1922年12月18日 | 1923年5月31日  | 1928年8月1日更名，1944年11月4日被魚雷炸爛艦艉，日本戰敗前未修復；1947年一部分船體轉用作為京都府竹野港海堤建設，船體後在1948年遭熱帶風暴伊歐破壞，隨後拆解。 |
| 松風 第七驅逐艦   | 舞鶴海軍工廠       | 1922年12月2日  | 1923年10月30日 | 1924年4月5日   | 1928年8月1日更名，1944年6月9日在父島西北方遭魚雷擊沉；1944年8月10日除籍。                                                                                   |
| 旗風 第九驅逐艦   | 舞鶴海軍工廠       | 1923年7月3日   | 1924年3月15日  | 1924年8月30日  | 1928年8月1日更名，1945年1月15日在臺灣高雄附近海域遭空襲炸沉；1945年3月10日除籍。                                                                            |
| 追風 第十一驅逐艦 | 浦賀船渠           | 1923年3月16日  | 1924年11月27日 | 1925年10月30日 | 1928年8月1日更名，1944年2月18日在楚克島被空襲炸沉[07.40N, 151.45E];1944年3月11日除籍。                                                                      |
| 疾風 第十三驅逐艦 | IHI                | 1922年11月11日 | 1925年3月24日  | 1925年11月21日 | 1928年8月1日更名，1941年12月11日遭威克島岸防炮擊沉[19.16N, 166.37E]；1942年1月10日除籍。                                                                    |
| 朝凪 第十五驅逐艦 | 藤永田造船所       | 1923年3月5日   | 1924年4月21日  | 1925年12月29日 | 1928年8月1日更名，1944年5月22日遭魚雷擊沉在父島西北 [28.20N, 138.57E] ；1944年7月10日除籍。                                                                 |
| 夕凪 第十七驅逐艦 | 佐世保海軍工廠     | 1923年9月17日  | 1924年4月23日  | 1925年5月24日  | 1928年8月1日更名，1944年8月25日遭魚雷擊沉在呂宋島 [18.46N, 120.46E] ；1944年10月10日除籍。                                                                  |